# Římskokatolická farnost Vidhostice
Římskokatolická farnost Vidhostice (lat. Widhosticium) je církevní správní jednotka sdružující římské katolíky na území vesnice Vidhostice a v jejím okolí. Organizačně spadá do lounského vikariátu, který je jedním z 10 vikariátů litoměřické diecéze. Centrem farnosti je kostel svatého Martina ve Vidhosticích.

## Historie farnosti
Farnost existovala již roku 1384 a patřila pod děkanát Žlutice v pražské arcidiecézi. V době reformace byla zrušena. Od roku 1652 byla v místě lokálie. Duchovní správa byla vykonávána z Libin, Buškovic a karmelitány z Chyše. Matriky jsou vedeny od roku 1784. Od roku 1791 byla farnost kanonicky znovu ustanovena.

### Duchovní správcové vedoucí farnost
Začátek působnosti jmenovaného v duchovní správě farnosti od:
- 1780   cap. loc. Bartholomäus Schlick
- 1791   proto-par. (1. farář) Bartholomäus Schlick, magistr filosofie na pražské univerzitě, od roku 1799 biskupský vikář a okresní školní dohlížitel, n. 18. 8. 1747 Pladen, † 9. 10. 1807
- 1808   par. vacat
- 1808   Franz Hojer (Hoyer), † 2. 4. 1811 Osek
- 1811   Michael Garkisch, n. 24. 9. 1783 Uitwaens., o. 14. 8. 1807, † 1. 12. 1840
- 1840   Franz Moser, n. 9. 1. 1792 Neostadiens. o. 15. 8. 1817, † 5. 1. 1863
- 1863   Josef Leopold, od r. 1881 biskupský okrskový vikář, pozdější biskupský konzistoriální rada a arciděkan, n. 9. 8. 1820 Prag, o. 31. 7. 1844, † 24. 1. 1903
- 1903   Josef Böhm,[3] n. 23. 5. 1861 Retschitz, o. 16. 5. 1886, † 23. 10. 1921
- 1912   par. vacat, admin. exc. Ed. Schneider
- 1913   Josef Windrich, n.  25. 12. 1881 Wesseln, o. 26. 7. 1907
- 1923   Josef Zeischka, n. 24. 9. 1888 Klein- Fürwitz, o. 5. 7. 1914, † 9. 10. 1938
- 1938   par. vacat, admin. exc. Rudolf Hubert
- 1. 4. 1943   Adolf Hampel n. 31. 10. 1904 Güntersdorf, o. 26. 7. 1932
- 1946   Rudolf Hubert
- 1. 9.  1960    František Ondrouch
- 1. 6.  1967    Josef Jiran
- 1. 5.  1969   Václav Vávra CSsR
- 1. 6.  1977    Josef Šimon, admin. exc. z Kryr
- 26. 4. 2011   Alexander Siudzik CSsR, admin. exc. z Podbořan
- 1. 10. 2011   Josef Hurt, admin. exc. z Kryr
- 1. 7.  2015   Aleksander Siudzik, CSsR, admin. exc. z Podbořan[4]

Kromě kněží stojících v čele farnosti, působili ve farnosti v průběhu její historie i jiní kněží. Většinou pracovali jako farní vikáři, kaplani, katecheté, výpomocní duchovní aj.

## Území farnosti
Do farnosti náleží území obce:
- Drahonice (Drahenz,[2] Drahonitz[5])[p 2]
- Lužec (Lust)[p 2]
- Mlýnce (Lunz,[2] Linz[5])[p 2]
- Mukoděly (Mukotill[2], Mokotil[5])[p 2]
- Přibenice (Pribenz)[p 2]
- Vesce (Wess[2])[p 2]
- Vidhostice (Widhostitz[2])[p 2]

## Římskokatolické sakrální stavby na území farnosti
| | Fotografie | Stavba                         | Místo        | Bohoslužby                      | Zeměpisné souřadnice            | Status          | Číslo kulturní památky           |
| Kostely | Kostely    | Kostely                        | Kostely      | Kostely                         | Kostely                         | Kostely         | Kostely                          |
| --- | ---------- | ------------------------------ | ------------ | ------------------------------- | ------------------------------- | --------------- | -------------------------------- |
| 1. |            | Kostel sv. Martina             | Vidhostice   | bližší informace o bohoslužbách | 50°9′21″ s. š., 13°22′23″ v. d. | farní kostel    | 42712/5-1471 (Pk•MIS•Sez•Obr•WD) |
| 2. |            | Kostel Nanebevzetí Panny Marie | Přibenice    | bližší informace o bohoslužbách | 50°8′16″ s. š., 13°22′28″ v. d. | filiální kostel | —                                |
| Kaple |            |                                |              |                                 |                                 |                 |                                  |
| 3. |            | Kaple Nejsvětější Trojice      | Zámek Mlýnce | bohoslužby příležitostně        | 50°9′35″ s. š., 13°18′57″ v. d. | zámecká kaple   | 43299/5-1127 (Pk•MIS•Sez•Obr•WD) |
| Některé drobné sakrální stavby a pamětihodnosti lze dohledat zde v databázi Drobné sakrální památky Zaniklé sakrální stavby lze dohledat zde v databázi Poškozené a zničené kostely, kaple a synagogy v České republice |            |                                |              |                                 |                                 |                 |                                  |

Ve farnosti se mohou nacházet i další drobné sakrální stavby, místa římskokatolického kultu a pamětihodnosti, které neobsahuje tato tabulka.

## Příslušnost k farnímu obvodu
Z důvodu efektivity duchovní správy byl vytvořen farní obvod (kolatura) farnosti – děkanství Podbořany, jehož součástí je i farnost Vidhostice, která je tak spravována excurrendo.